# East Sonora (Kalifornija)
East Sonora je naseljeno područje za statističke svrhe u američkoj saveznoj državi Kalifornija. Prema popisu stanovništva iz 2010. u njemu je živjelo 2,266 stanovnika.